# Medveđa (Trstenik)
Medveđa (em cirílico: Медвеђа) é uma vila da Sérvia localizada no município de Trstenik, pertencente ao district de Rasina, na região de Zapadno Pomoravlje. A sua população era de 2282 habitantes segundo o censo de 2011.

## Demografia
| 1948 | 1953 | 1961 | 1971 | 1981 | 1991 | 2002 | 2011 |
| ---- | ---- | ---- | ---- | ---- | ---- | ---- | ---- |
| 3347 | 3437 | 3483 | 3404 | 3323 | 3021 | 2694 | 2282 |